# Grand Prix Pino Cerami
Il Grand Prix Pino Cerami è una corsa in linea maschile di ciclismo su strada che si svolge nella provincia dell'Hainaut in Belgio, annualmente in luglio (fino al 2014 si disputava in aprile). Dal 2005 fa parte del circuito continentale UCI Europe Tour come gara di classe 1.1.

## Storia
La corsa prende il nome da Giuseppe 'Pino' Cerami, ciclista di origine siciliana, nato a Misterbianco nel 1922 e naturalizzato belga il 16 marzo 1956, attivo dalla seconda metà degli anni quaranta all'inizio degli anni sessanta del secolo scorso e vincitore, tra l'altro, di una Parigi-Roubaix, una Freccia Vallone ed una tappa al Tour de France 1963. Cerami vinse anche la medaglia di bronzo ai campionati del mondo su strada 1960.
Nell'albo d'oro della competizione figura anche Eddy Merckx, vincitore nel 1966, nonché i campioni del mondo Gerrie Knetemann, Joop Zoetemelk, Bernard Hinault e Philippe Gilbert.

## Albo d'oro
Aggiornato all'edizione 2024.
| Anno    | Vincitore                             | Secondo                               | Terzo                                 |
| ------- | ------------------------------------- | ------------------------------------- | ------------------------------------- |
| 1964    | André Noyelle                         | Joseph Schils                         | Willy Bocklant                        |
| 1965    | Jan Boonen                            | Jan Nolmans                           | Willy Van Den Eynde                   |
| 1966    | Eddy Merckx                           | Robert Lelangue                       | Frans Brands                          |
| 1967    | Willy Planckaert                      | Carmine Preziosi                      | Willy Monty                           |
| 1968    | Julien Stevens                        | Willy Planckaert                      | Jan Harings                           |
| 1969    | Frans Mintjens                        | Herman Van Springel                   | Harry Steevens                        |
| 1970    | André Dierickx                        | Pol Mahieu                            | Willy Monty                           |
| 1971    | Georges Vanconingsloo                 | Antoon Houbrechts                     | Marian Polansky                       |
| 1972    | Christian Callens                     | Ludo Van Stayen                       | Roger De Vlaeminck                    |
| 1973    | Ferdinand Bracke                      | Rik Van Linden                        | Herman Vrijders                       |
| 1974    | Marc Demeyer                          | Dirk Baert                            | Rik Van Linden                        |
| 1975    | Eddy Verstraeten                      | Rik Van Linden                        | Frans Verbeeck                        |
| 1976    | Willy Teirlinck                       | Frans Verbeeck                        | Guido Van Sweevelt                    |
| 1977    | Jozef Jacobs                          | Bert Pronk                            | Adrie Schipper                        |
| 1978    | Gerrie Knetemann                      | Barry Hoban                           | Wilfried Wesemael                     |
| 1979    | Daniel Verplancke                     | Mario Mariotti                        | Rik Van Linden                        |
| 1980    | Joop Zoetemelk                        | Paul Wellens                          | Willy Maessen                         |
| 1981    | Joop Zoetemelk                        | Ad Wijnands                           | Ronny Claes                           |
| 1982    | Ronny Van Holen                       | John Herety                           | Benjamin Vermeulen                    |
| 1983    | Bernard Hinault                       | Jostein Wilmann                       | Guido Van Calster                     |
| 1984    | Gerrie Knetemann                      | Bert Van Ende                         | William Tackaert                      |
| 1985    | Paul Haghedooren                      | Marc Madiot                           | Ronny Van Holen                       |
| 1986    | Urs Freuler                           | Heinz Imboden                         | Federico Ghiotto                      |
| 1987    | Rolf Sørensen                         | Luciano Boffo                         | Alfredo Achermann                     |
| 1988    | John Talen                            | Stefan Joho                           | Rolf Sørensen                         |
| 1989    | Stefan Joho                           | Teun van Vliet                        | Benjamin Van Itterbeeck               |
| 1990    | Maximilian Sciandri                   | Andrei Tchmil                         | Søren Lilholt                         |
| 1991    | Andrei Tchmil                         | Maurizio Fondriest                    | Frans Maassen                         |
| 1992    | Laurent Dufaux                        | Frans Maassen                         | Maurizio Fondriest                    |
| 1993    | non disputato                         | non disputato                         | non disputato                         |
| 1994    | Michele Bartoli                       | Luca Scinto                           | Silvio Martinello                     |
| 1995    | Fabiano Fontanelli                    | Francesco Casagrande                  | Felice Puttini                        |
| 1996    | Marco Serpellini                      | Beat Zberg                            | Felice Puttini                        |
| 1997    | non disputato                         | non disputato                         | non disputato                         |
| 1998    | Marco Serpellini                      | Biagio Conte                          | Scott Sunderland                      |
| 1999    | Fabrizio Guidi                        | Biagio Conte                          | Miguel van Kessel                     |
| 2000    | Jan Bratkowski                        | Michel Van Haecke                     | Miguel van Kessel                     |
| 2001    | Scott Sunderland                      | Roger Hammond                         | Fred Rodriguez                        |
| 2002    | Kirk O'Bee                            | Dave Bruylandts                       | Serge Baguet                          |
| 2003    | Bart Voskamp                          | Stefano Casagranda                    | Gabriele Balducci                     |
| 2004    | Nico Sijmens                          | Martin Elmiger                        | Thomas Dekker                         |
| 2005    | Kai Reus                              | Bert De Waele                         | Carlos Barredo                        |
| 2006    | Sebastian Langeveld                   | Johan Coenen                          | Bart Dockx                            |
| 2007    | Luca Solari                           | Marco Marcato                         | Bert De Waele                         |
| 2008    | Patrick Calcagni                      | Giovanni Visconti                     | James Vanlandschoot                   |
| 2009    | non disputato                         | non disputato                         | non disputato                         |
| 2010    | Jure Kocjan                           | Stefan van Dijk                       | Marco Marcato                         |
| 2011    | Bert Scheirlinckx                     | Marco Marcato                         | Ben Hermans                           |
| 2012    | Gaetan Bille                          | Romain Feillu                         | Jonas Vangenechten                    |
| 2013    | Jonas Vangenechten                    | Romain Feillu                         | Andris Smirnovs                       |
| 2014    | Alessandro Petacchi                   | Jonas Vangenechten                    | Daniele Colli                         |
| 2015    | Philippe Gilbert                      | Danny van Poppel                      | Tom Devriendt                         |
| 2016    | Jelle Wallays                         | Jérôme Baugnies                       | Christopher Latham                    |
| 2017    | Wout Van Aert                         | Jempy Drucker                         | Dries Devenyns                        |
| 2018    | Peter Kennaugh                        | Jérôme Baugnies                       | Benjamin Declercq                     |
| 2019    | Bryan Coquard                         | Benjamin Declercq                     | Jakub Mareczko                        |
| 2020-22 | annullato per la Pandemia di COVID-19 | annullato per la Pandemia di COVID-19 | annullato per la Pandemia di COVID-19 |
| 2023    | James Fouché                          | Lars Boven                            | Marius Macé                           |
| 2024    | Sente Sentjens                        | Tom Van Asbroeck                      | Andreas Stokbro                       |

## Vittorie per Paese
| Paese         | Vittorie |
| ------------- | -------- |
| Belgio        | 24       |
| Paesi Bassi   | 8        |
| Italia        | 7        |
| Svizzera      | 4        |
| Gran Bretagna | 2        |
| Francia       | 2        |
| Australia     | 1        |
| Danimarca     | 1        |
| Germania      | 1        |
| Ucraina       | 1        |
| Slovenia      | 1        |
| Stati Uniti   | 1        |
| Nuova Zelanda | 1        |